# 30%-regeling
De 30%-regeling is de informele naam voor de vrije vergoeding van extraterritoriale kosten in de Wet op de loonbelasting 1964. De regeling is bedoeld om de kosten die werknemers maken om te verhuizen en te integreren te dekken De facto poogt de regeling hoogopgeleiden en experts naar Nederland te halen, en ze wordt dan ook vaak als wig bij salarisonderhandelingen gebruikt.

## Werking
Feitelijk stelt de regeling dat de werkgever als tegemoetkoming van de extra kosten die gemaakt worden door het werken c.q. verhuizen naar Nederland 30% van het brutoloon (vanaf 2024, voor in 2022 bestaande gevallen vanaf 2026: niet meer dan 30% van de balkenendenorm), náást het loon mag vergoeden. Niet van belang is of deze kosten ook daadwerkelijk gemaakt worden, de tegemoetkoming is een forfait. Zijn de werkelijke kosten die gemaakt worden met betrekking tot het hier te lande werken (de extraterritoriale kosten) hoger, dan mogen de werkelijke kosten vergoed worden. Deze hogere kosten moet dan echter wel aangetoond kunnen worden. Naast dit alles mogen de kosten van scholing van de kinderen ook vrij vergoed worden. Een werknemer in het hogere segment van het bedrijfsleven, met minimaal 2,5 jaar werkervaring en die in het kader van roulatie naar Nederland toe gezonden wordt, wordt altijd geacht over specifieke kennis te beschikken.
Daar het niet verplicht is om in Nederland te wonen, doch slechts te werken, zal met name in de grensstreek geprobeerd worden om gebruik te kunnen maken van deze regeling. De vraag of de regeling hier dan nog wel zijn eigenlijke doel (vergoeding van extra gemaakte kosten) dient en niet louter een wervingssubsidie is dan ook al geopperd.

### Voorwaarden
Om de vergoeding te mogen geven moet de werknemer aan een aantal eisen voldoen. Hierin kan men twee groepen onderscheiden, de ingekomen en uitgezonden werknemers:
Ingekomen werknemers

Dit ziet op werknemers die uit een ander land in Nederland komen werken. Ten eerste moet het gaan om een werknemer die uit een ander land is aangeworven. Dit zal neerkomen op de eis dat de werknemer nog in een ander land woont op het moment dat de arbeidsovereenkomst getekend wordt, of dat hij nog in een ander land woont op het moment dat hij de facto wordt aangeworven. Dat iemand na een toezegging, doch voor het daadwerkelijk tekenen hiernaartoe verhuist, is dus wel mogelijk.
Ten tweede moet de werknemer over een specifieke deskundigheid beschikken. Hierbij wordt blijkens de wet gekeken naar het salaris van de functie in vergelijking met dat in het herkomstland, de werkervaring van de werknemer (deze wordt in de praktijk vaak op minimaal twee jaar gesteld) en het opleidingsniveau (vaak ten minste HBO).
Uitgezonden werknemers

Onder uitgezonden werknemers vallen werknemers die door een Nederlandse inhoudingsplichtige naar het buitenland worden gestuurd als ambtenaar of militair. Ook uitzendingen in het kader van onderwijs en onderzoek vallen hieronder.

### Looptijd en duur
De 30%-regeling voor uitgezonden werknemers geldt zo lang als de werknemer uitgezonden blijft. Voor ingekomen werknemers duurt de regeling 8 jaar. Indien de specifieke deskundigheid tussendoor niet meer aanwezig blijkt te zijn, wordt de regeling gekort, maar blijft wel altijd ten minste 5 jaar gelden.
De looptijd voor ingekomen werknemers wordt ook gekort met de tijd die de werknemer voor de aanstelling al in Nederland heeft doorgebracht. Hier wordt maximaal 25 jaar voor teruggekeken. Onder verblijf in Nederland worden niet korte zakenreizen, vakanties, doorreis- of familiebezoek gerekend.

## Voetnoten
1. ↑  Brief Staatssecretaris van Financiën van 8 oktober 2004, nr. DGB2004/4398
2. ↑  DGB2013-70M, IBR, 30%regeling | Besluit | Rijksoverheid.nl
3. ↑  Per 2024 beperking van 30%-regeling. Gearchiveerd op 8 maart 2023.
4. ↑  Conclusie A-G Van Ballegooijen, 29 maart 2007, nr. 42969 bij HR 12 oktober 2007, nr. 42 969